# Sporophila simplex
Sporophila simplex là một loài chim trong họ Thraupidae.